# Midnight
Pour les articles homonymes, voir Midnight (homonymie).
Midnight (Midnight en anglais) est une gamme de jeu de rôle sur table de fantasy créée initialement par Greg Benage pour le jeu de rôle Donjons et Dragons en 2003. Il s'agit d'un monde médiéval-fantastique et dystopique dominé par des puissances maléfiques auxquelles les personnages principaux résistent.

## Univers

### Géographie
L'univers de Midnight consiste principalement en une planète appelée Aryth, dont le continent le plus détaillé est Eredane. Le monde d'Aryth est relié au Multivers du jeu Donjons et Dragons, dont il constitue un cadre de campagne.

### Histoire
Il y a bien longtemps, Aryth était relié aux autres plans, et dans ces plans vivaient de nombreux Dieux, que ceux-ci aient choisi la cause du Bien ou celle du Mal.
Puis un jour, Izrador, le plus puissant des Dieux du Mal fut banni par les forces de la Lumière et il "tomba" sur Eredane. Sa chute, brutale, eut pour conséquence de couper Eredane de son lien avec les autres plans. Ce jour fut connu sous le nom d'Eclipse. À partir de ce jour-là, les peuples qui vivaient en Eredane furent coupés des Dieux et toute magie divine cessa de fonctionner.
Alors que le Troisième Âge touchait à sa fin, le dieu déchu Izrador, surnommé l'Ombre du Nord, triompha des nations libres d’Aryth. Depuis, les lieutenants félons de l’Ombre du Nord, les Seigneurs des Ténèbres, dirigent d’une poigne de fer les cités en ruine et les royaumes brisés. Les mages sont pourchassés et punis de mort. Les prêtres d'Izrador traquent les espions elfes, les insurgés nains et les quelques héros courageux qui osent encore se dresser et défier les forces obscures. Les créatures féériques sont pourchassées et massacrées.

### Proposition ludique
Midnight propose d'incarner des personnages qui luttent pour l’espoir et la liberté dans un royaume dominé par une puissance maléfique. Ils s'efforcent d'organiser la résistance afin de renverser le rapport de forces.

## La gamme en français

### Matériel de Base
- Midnight – Deuxième édition (Livre de base)
- Adversaires de l’Ombre (Guide du Joueur)
- Créatures de l’Ombre (Bestiaire)
- Midnight : l’écran
- La couronne de l’Ombre (Campagne d'initiation)

### Suppléments
- Ombre et magie (Règles optionnelles et contexte)
- L'Ombre et l'acier (Règles optionnelles et contexte)
- La Cité de l’Ombre (Contexte)
- La colère de l’Ombre (Contexte)
- La Forge de l'Ombre (Règles optionnelles et contexte)
- Sous le règne de l'Ombre (Règles optionnelles et contexte)

## Publications

### Édition originale américaine
- Midnight Campaign Setting 1st Edition (2003)
- Against The Shadow (2003)
- Crown Of Shadow (2003)
- Minions of the Shadow (2003)
- City of Shadow (2004)
- Sorcery and Shadow (2004)
- Under the Shadow (2005)
- Forge of Shadow (2004)
- Fury of Shadow (2004)
- Steel and Shadow (2005)
- Midnight Campaign Setting 2nd Edition (2005)
- Heart of Shadow (2005)
- Star and Shadow (2005)
- Hammer and Shadow (2005)
- Legends of Shadow (2006)
- Hand of Shadow (2006)
- Destiny and Shadow (2007)
- Honor and Shadow (2007)
- Midnight : Legacy of Darkness (Setting 3rd Edition) (mai 2022)

### Édition française
- Midnight Première édition (décembre 2004)
- Adversaires de l'Ombre (mars 2005)
- La Couronne de l'Ombre (mars 2005)
- Créatures de l'Ombre (juin 2005)
- Ombre et magie (octobre 2005)
- La Cité de l'Ombre (octobre 2005)
- La Colère de l'Ombre (décembre 2005)
- Écran Midnight (décembre 2005)
- La Forge de l'Ombre (juin 2006)
- Midnight - Deuxième édition (avril 2007)
- Sous le règne de l'Ombre (novembre 2007)
- L'Ombre et l'acier (janvier 2008)
- Le Livre des Tourments Vol. 1 Sous le Joug de l'Ombre (mars 2009)
- Midnight : L'Héritage des Ténèbres — troisième édition (juin 2022)
- Kit du maître de jeu (2022)

## Récompenses
Le livre de base de Midnight première édition, à sa parution en 2003, remporte aux États-Unis deux prix ENnies : l'or pour le Meilleur cadre de campagne et l'argent pour les Meilleures illustrations.

## Adaptation
L'univers fait l'objet d'une adaptation en film, Midnight Chronicles, produit par Fantasy Flight Games, et sorti en DVD en 2010,,. Le film a été développé par une division audiovisuelle créée par l'éditeur pour l'occasion en 2006. SciFi-Universe octroie au film une note de 50/100.